# Angelo Benedetto Rossi
Angelo Benedetto Rossi (Montoggio, 1694 – Pavia, 1755) è stato un presbitero e pittore italiano.

## Biografia
Rossi nacque nel 1692 o 1694 a Montoggio, nell'entroterra ligure. Fu forse il migliore allievo di Domenico Parodi, divenendo ricercato autore di ritratti e scene storiche. Fu giudicato pittore paziente ma tecnicamente privo di guizzi tali da farlo emergere tra gli altri artisti.
L'opera che attirò più l'attenzione dei suoi contemporanei sulla sua arte fu una grande tela realizzata per l'Oratorio del Santo Cristo a San Giovanni Battista (Genova). La tela venne asportata e dispersa durante l'occupazione austriaca di Genova avvenuta nel 1746 durante la Guerra di successione austriaca.
Oltre a dedicarsi alla pittura si distinse come autore di burle, emulo del fiorentino Pievano Arlotto.
Afflitto dalla gotta, Rossi dovette rinunciare alla pittura e lasciata Genova, si recò a Pavia ove fu insegnante in una scuola per ragazzi. Morì nella città lombarda nel 1755.

## Opere
- San Francesco Saverio, Chiesa di Sant'Andrea Apostolo, Savona[6]